# Avren Rocks
Avren Rocks är en kulle i Antarktis. Den ligger i Sydshetlandsöarna. Argentina, Chile och Storbritannien gör anspråk på området. Toppen på Avren Rocks är 57 meter över havet.
Terrängen runt Avren Rocks är kuperad åt nordväst. Havet är nära Avren Rocks söderut. Trakten är glest befolkad. Närmaste befolkade plats är Maldonado Station, 11,6 kilometer väster om Avren Rocks. 